# Rossian
 (juillet 2025).
Si vous disposez d'ouvrages ou d'articles de référence ou si vous connaissez des sites web de qualité traitant du thème abordé ici, merci de compléter l'article en donnant les références utiles à sa vérifiabilité et en les liant à la section « Notes et références ».
Rossian est une communauté située dans la province d'Alberta, dans le centre-est.

## Démographie
En 2016, sa population était de 113 habitants.